# Liste der Monuments historiques in Plougastel-Daoulas
Die Liste der Monuments historiques in Plougastel-Daoulas führt die Monuments historiques in der französischen Gemeinde Plougastel-Daoulas auf.

## Liste der Bauwerke
| Bezeichnung        | Beschreibung | Standort | Kennzeichnung | Schutzstatus | Datum | Bild           |
| ------------------ | ------------ | -------- | ------------- | ------------ | ----- | -------------- |
| Calvaire           |              | (Lage)   | PA00090241    | Classé       | 1889  | weitere Bilder |
| Kapelle St-Guénolé |              | (Lage)   | PA00090239    | Inscrit      | 1932  | weitere Bilder |
| Kapelle St-Jean    |              | (Lage)   | PA00090240    | Inscrit      | 1932  | weitere Bilder |

## Liste der Objekte
- Monuments historiques (Objekte) in Plougastel-Daoulas in der Base Palissy des französischen Kultusministerium